# Mitrella tuberosa
Mitrella tuberosa är en snäckart som först beskrevs av Carpenter 1864.  Mitrella tuberosa ingår i släktet Mitrella och familjen Columbellidae. Inga underarter finns listade i Catalogue of Life.